# William Hardling Anderson
|  | Per a altres significats, vegeu «William Anderson». |

William Hardling Anderson   (Nantwich, 1 d'abril de 1901 - Birkenhead, 23 de febrer de 1983) va ser un jugador d'hoquei sobre gel anglès que va competir durant la dècada de 1920.
El 1924 va prendre part en els Jocs Olímpics de Chamonix, on guanyà la medalla de bronze en la competició d'hoquei sobre gel.